# باول سكوت (كاتب)
باول سكوت (بالإنجليزية: Paul Scott)‏‏ (25 مارس 1920 - 1 مارس 1978 في لندن) كاتب، ووكيل أدبي، وروائي من المملكة المتحدة.

## الجوائز
- جائزة بوكر الأدبية

## روابط خارجية
- باول سكوت على موقع IMDb (الإنجليزية)
- باول سكوت على موقع الموسوعة البريطانية (الإنجليزية)
- باول سكوت على موقع إن إن دي بي (الإنجليزية)
- باول سكوت على موقع قاعدة بيانات الفيلم (الإنجليزية)